# Nausitora dryas
Nausitora dryas is een tweekleppigensoort uit de familie van de Teredinidae. De wetenschappelijke naam van de soort is voor het eerst geldig gepubliceerd in 1909 door Dall.